# Iwrestledabearonce
Gli iwrestledabearonce sono stati un gruppo musicale statunitense formatosi a Shreveport, Louisiana, nel 2007. Il gruppo si è sciolto nel 2016 dopo aver pubblicato quattro album in studio, un album di remix e due EP.

## Storia
Nello stesso anno in cui viene formato, il gruppo viene messo sotto contratto dalla Tragic Hero Records, con cui pubblicano il loro primo EP iwrestledabearonce. Il gruppo cattura quindi l'attenzione della major Century Media Records, che li mette sotto contratto.
Nel 2009 esce il loro primo album, dal titolo It's All Happening. L'album si posiziona al primo posto della Top Heatseekers e al 122º posto della Billboard 200. Nell'ottobre 2009 intraprendono la loro prima tournée al di fuori degli Stati Uniti partecipando al festival Never Say Die in Europa.
Nel 2010 viene ripubblicato It's All Happening con l'inclusione di un CD di remix e un DVD. Nel novembre di quell'anno viene annunciano che nel 2011 verrà pubblicato il secondo album del gruppo, Ruining It for Everyboby.

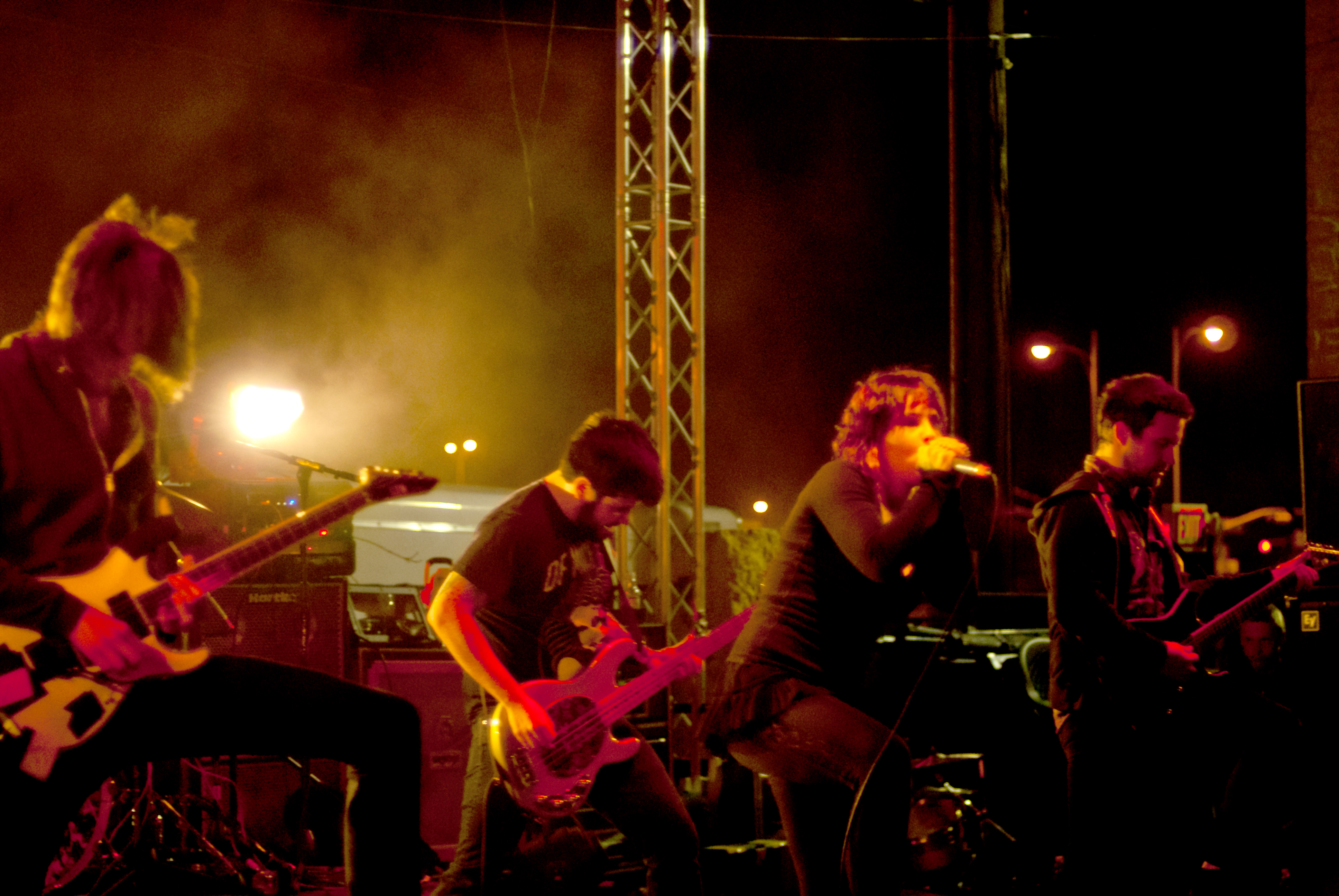
La band in concerto nel 2011

Nel luglio 2012, la band, attraverso il suo sito ufficiale, annuncia che la cantante Krysta Cameron è incinta del suo primo figlio e che non proseguirà il Warped Tour. Successivamente viene confermata l'uscita definitiva e volontaria dalla band della cantante, che viene sostituita da Courtney LaPlante, già cantante degli Unicron. Il primo album con la nuova cantante, Late for Nothing, viene quindi pubblicato nel 2013.
Nel 2015 viene annunciata la loro separazione dalla Century Media e la successiva firma con la Artery Recordings, con la quale pubblicano nell'estate di quell'anno il loro quarto album in studio Hail Mary.
Courtney LaPlante ha annunciato in un'intervista del 2017 che sia lei che Mike Stringer non fanno più parte della band dal 2015, presentando, sempre nel 2017, il loro nuovo progetto musicale chiamato Spiritbox. Il gruppo ha di conseguenza cessato la propria attività nel 2016.

## Stile musicale
Il loro stile viene definito come avant-garde metal in quanto mescolano frequentemente diversi generi musicali nelle loro canzoni, come grindcore, elettronica, jazz, progressive metal, hardcore punk, pur mantenendo come sonorità principale il metalcore. Si fanno inoltre notare per l'uso di una voce femminile, che riproduce perfettamente sia growl che scream tipici dei cantati maschili.

## Discografia

### Album in studio
- 2009 – It's All Happening
- 2011 – Ruining It for Everybody
- 2013 – Late for Nothing
- 2015 – Hail Mary

### EP
- 2007 – iwrestledabearonce
- 2010 – It's All Remixed
- 2010 – It's All Dubstep

## Formazione

### Ultima formazione
- Steven Bradley – chitarra solista, programmazione (2007-2016)
- Mikey Montgomery – batteria, cori (2008-2016)
- Mike "Rickshaw" Martin – basso (2009-2016)

### Ex componenti
- Brian Dozier – basso (2007-2008)
- Ryan Pearson – batteria (2007-2008)
- Mim Cameron – chitarra ritmica (2008-2009)
- Dave Branch – basso (2008-2009)
- Daniel Andrews – tastiera, programmazione (2007-2009)
- Krysta Cameron – voce (2007-2012)
- John Ganey – chitarra ritmica, programmazione (2007-2008, 2009-2013)
- Courtney LaPlante – voce (2012-2015)
- Mike Stringer – chitarra ritmica, programmazione (2013-2015)